# Hawker Siddeley Nimrod
L'Hawker Siddeley Nimrod è un quadrigetto da pattugliamento marittimo inglese realizzato alla fine degli anni sessanta.
Il nome Nimrod è quello di un re babilonese citato nella Bibbia, noto per le proprie doti di cacciatore; era già stato utilizzato negli anni trenta per indicare un aereo da caccia imbarcato.
A partire dai primi anni settanta costituisce il principale aereo da pattugliamento marittimo, antisommergibile in forza alla Royal Air Force. Rappresenta un elemento di grande importanza nel teatro operativo del Nord Atlantico, ma ha trovato impiego operativo in tutti i teatri che hanno visto impegnate le forze inglesi, dalla Guerra delle Falkland fino alla Guerra in Iraq.
Il Nimrod, a seguito delle trasformazioni societarie della Hawker Siddeley, è stato prodotto dalla BAE Systems fino al suo ritiro dal servizio avvenuto il 28 giugno 2011.

## Storia

### Sviluppo
Sviluppato nei tardi anni sessanta dalla Hawker Siddeley (oggi BAe Systems) per sostituire l'Avro 696 Shackleton (estrema derivazione del Lancaster), il Nimrod deriva dal primo aereo di linea a reazione, il controverso de Havilland DH.106 Comet: gli ultimi due esemplari usciti dalle linee di montaggio della de Havilland, vennero acquistati per lo sviluppo del Nimrod e le linee di montaggio furono trasferite presso gli impianti di Woodford della Hawker Siddeley.
La struttura venne sostanzialmente mantenuta invariata: la fusoliera è più corta di meno di due metri, ma è stata modificata con l'integrazione di una sezione sottostante (non pressurizzata) che, senza incidere significativamente sulla resistenza aerodinamica, conferisce al velivolo la caratteristica sezione a "8" e crea lo spazio sufficiente per due capienti vani destinati allo stivaggio delle armi di caduta. La parte superiore della fusoliera ospita un ricco sistema avionico di bordo comprendente MAD in sonda caudale, radar prodiero, boe sonore, sistema di combattimento ed elaborazione dati digitale.
Tra i carichi utili si segnalano siluri ASW, missili Sea Eagle, bombe di profondità (convenzionali o nucleari). Parte di tali carichi sono alloggiati in piloni subalari.
Mentre il Comet montava i turbogetti Rolls-Royce Avon il Nimrod monta quattro turboventole Rolls-Royce Spey. Lo Spey, pur essendo un progetto risalente alle prime generazioni di questa tipologia di motore, ha rappresentato per anni il progetto maggiormente significativo dell'industria aeronautica britannica, è caratterizzato da dimensioni compatte e un buon rapporto peso-potenza ed un consumo molto contenuto, specie nelle versioni prive di postbruciatore. Lo stesso motore, in versioni meno potenti, è presente sia nel Vought A-7 Corsair II che nell'AMX. Per incrementare la durata delle missioni, nel 1982 tutti i velivoli furono muniti di sonda per il rifornimento in volo, installata nella parte alta del muso.

### I Nimrod "elettronici"
Agli inizi degli anni settanta il ruolo di Airborne Early Warning era svolto da macchine inglesi ormai totalmente obsolete (ancora una volta si trattava degli Avro Shackleton); la RAF decise di trovare loro un successore ed optò per una versione dedicata del Nimrod: la AEW.3. Si presentava come macchina con notevoli potenzialità: in particolare impiegava un radar che garantiva la copertura dei 360 gradi in maniera continuativa (anche se forse entro distanze più ridotte rispetto alle capacità Boeing E-3 Sentry). Alle estremità alari vi erano antenne di un sistema ESM/ELINT, mentre le consolle digitali per gli operatori elettronici erano almeno 7, sistemate nella fusoliera centrale.
L'originale profilo del Nimrod venne reso ancor più caratteristico dalla presenza del sistema radar della Marconi, che a differenza dell'americano E-3 Sentry e del russo Mainstay è installato in due antenne separate, una a prua e una a poppa. L'elettronica di bordo venne provata su di un Comet Mk.4 nel 1977, mentre il primo Nimrod AEW decollò per la prima volta nel 1980 e si trattò del penultimo esemplare della versione MR Mk.1 (matricola XZ286).
L'entrata in servizio doveva avvenire nel 1983, ma problemi nello sviluppo dell'avionica e ulteriori modifiche alle specifiche richieste dalla RAF resero inaccettabili i costi per lo sviluppo del velivolo.
Venne deciso quindi di abbandonare questo ambizioso (e pubblicizzato) programma nazionale, che avrebbe dovuto assicurare la difesa aerea dell'arcipelago britannico dai bombardieri sovietici congiuntamente all'altro prodotto di punta dell'industria inglese, il Tornado ADV. Quest'ultimo ebbe a sua volta numerosi problemi e ritardi nello sviluppo, ma riuscì a superarli, sia pure solo alla fine della Guerra fredda. Ma se l'ADV resistette alla concorrenza delle macchine statunitensi, specialmente del Tomcat, nel caso del Nimrod non restò che acquistare un AWACS statunitense: la scelta cadde sull'E-3 Sentry, di cui 7 macchine (in versione specifica, la "D") vennero acquistate all'inizio degli anni novanta; queste andarono così sostituire gli anziani Shackleton AEW.
Le cellule dei Nimrod AEW, 11 in totale previste, già approntate, non poterono nemmeno essere convertite alla lotta ASW in quanto i vani portabombe erano stati eliminati dalla struttura della fusoliera e furono successivamente impiegate come fonte di pezzi di ricambio.

## Impiego operativo

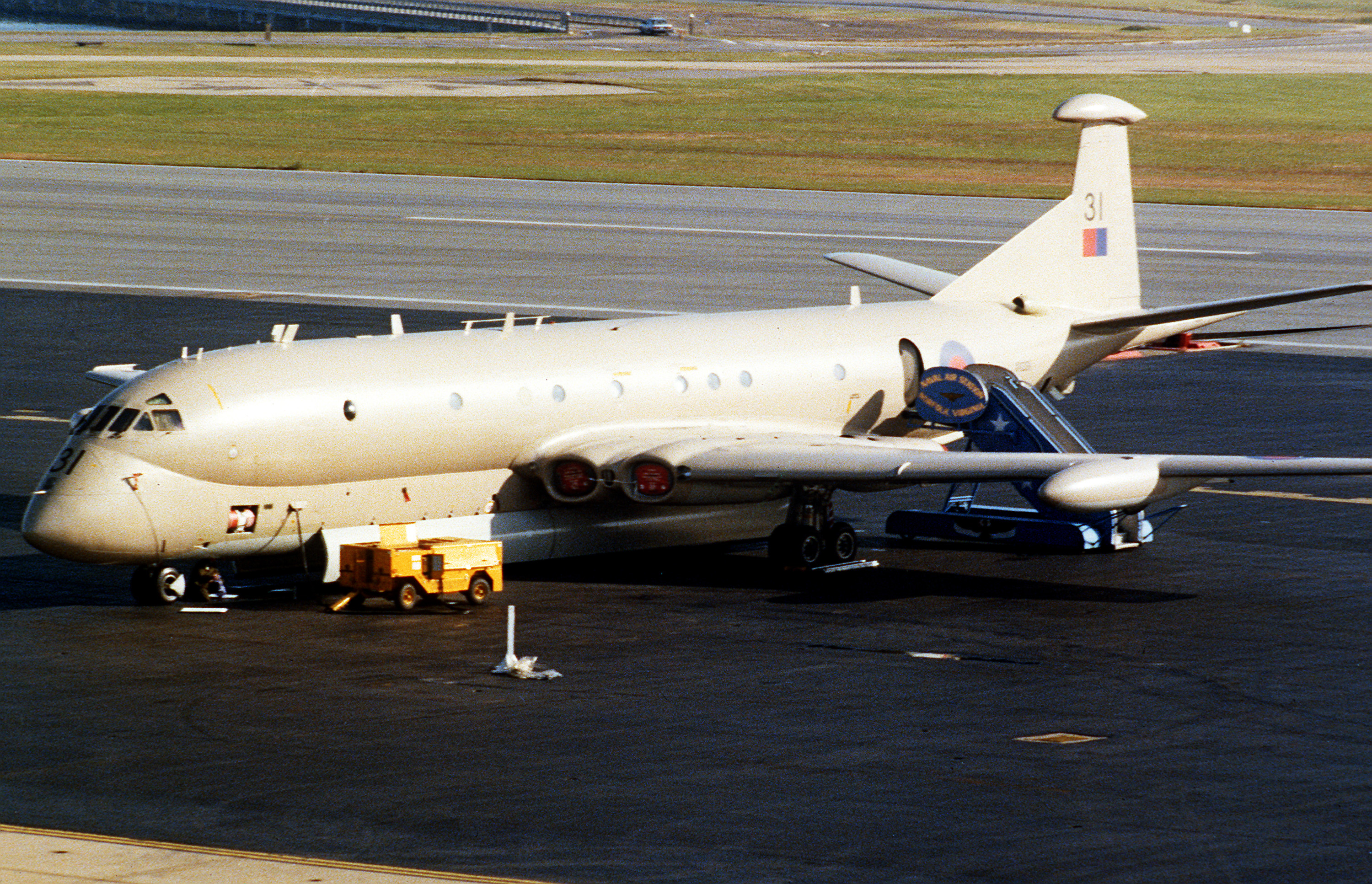
Un Nimrod MR.1

Il Nimrod è entrato in servizio (nell'autunno del 1969) imponendo un salto in avanti nella capacità operativa sul mare da parte della RAF. Uno dei pochi, se non l'unico, tra i pattugliatori marittimi a non avere turboeliche, il velivolo inglese ha un ottimo curriculum di servizio, con un solo esemplare perso nei primi 10 anni di servizio in un teatro operativo difficilissimo in termini meteorologici, come quello dell'Atlantico settentrionale.
Alcuni vennero usati con un ruolo marginale, data la necessità di operare dall'isola di Ascensione, nel conflitto del 1982; alcuni erano stati dotati di missili aria-aria AIM-9 Sidewinder, che gli conferirono una certa capacità di autodifesa, ma soprattutto di eseguire eventuali missioni di intercettazione a lunghissima autonomia contro macchine di seconda linea, grazie anche alla velocità di punta, assai elevata grazie alla motorizzazione adottata.
Poco, o nulla, è dato conoscere in merito alla carriera della versione R.1, da sorveglianza elettronica e spionaggio, stanti i compiti svolti (altamente classificati) che rendono pressoché indisponibile ogni informazione su tali macchine.
Poco conosciuto all'estero (data la sua mancanza di successi nelle esportazioni) il Nimrod ha svolto e svolge una intensa carriera di successo nel pattugliamento marittimo, con una dotazione elettronica di eccellente livello, che compensa la minore attitudine della macchina nel volo a basse velocità rispetto ai pattugliatori turboelica.
Il Nimrod dalla sua entrata in servizio ha avuto un ruolo rilevante nelle missioni di Ricerca e soccorso sul mare sfruttando l'autonomia, il radar e la possibilità di trasportare nelle stive fino a dodici gommoni di salvataggio per dieci persone o altri equipaggiamenti di salvataggio da lanciare ad eventuali naufraghi.
Dal 2001 alcuni Nimrod sono impegnati in missioni di pattugliamento marittimo nel Golfo Persico, nell'Oceano Indiano e nel Golfo di Aden per contrastare attività di contrabbando e pirateria in varie operazioni NATO e ONU.
I Nimrod sono inoltre impiegati in Iraq e Afghanistan per missioni ISTAR (Intelligence, Surveillance, Target Acquisition and Recoinnaissance) sfruttando le capacità dei sensori radar, ESM ed elettro-ottici come il Wescam.
Il due novembre 2006 un Nimrod (matricola XV230) è precipitato in Afghanistan, probabilmente per un guasto, tutti i dodici uomini del No. 120 Squadron ed i due osservatori a bordo sono rimasti uccisi.
In tempi recenti la ricostruzione di pochi esemplari agli standard più moderni (MRA.4) in attesa di ricorrere ad una nuova cellula, ha comportato investimenti enormi (oltre 2 miliardi di sterline) per la dozzina di macchine prescelte tra le meno usurate, che ha dato adito a polemiche accese sulla reale utilità di tale scelta.
Nel 2003 era stato deciso di convertire diciotto MR.2 alla nuova versione MRA.4, l'anno successivo sono stati ridotti a dodici per ragioni economiche.
Attualmente tutti i quattordici Nimrod MR.2 ancora operativi sono concentrati sulla base aerea di Kinloss in Scozia ed assegnati ai No. 120 e 201 Squadron ed al No. 42 Operational conversion Unit (OCU) che è il reparto dedicato alla conversione operativa degli equipaggi. Da questi reparti proviene anche il personale che viene assegnato al No. 325 Expeditionary Air Wing per i rischieramenti all'estero.
Il primo aprile 2009 sono stati radiati i primi tre MR.2, il ritiro dovrebbe essere completato entro marzo 2011 mentre a breve dovrebbero iniziare le consegne degli MRA.4 che dovrebbero essere completate nel 2012.
Attualmente è stata finanziata la conversione di soli nove aerei, considerati dalla RAF troppo pochi per le esigenze operative.

## Descrizione tecnica

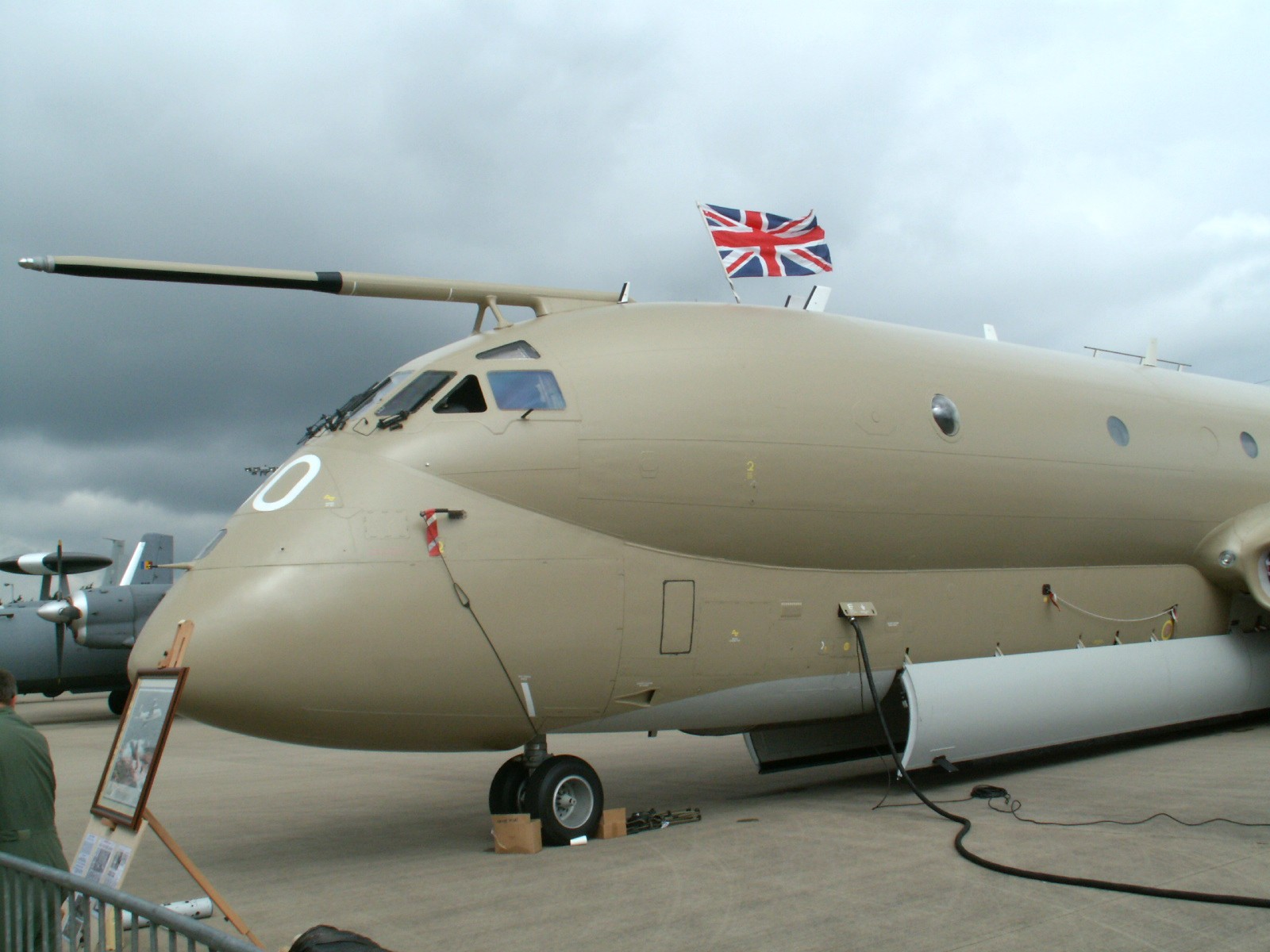
Particolare della parte anteriore e, visibile aperta, la struttura sovrapposta della chiglia esterna.

Si tratta sostanzialmente di un adattamento dell'ultima versione di produzione del Comet 4, mentre i motori originali vennero sostituiti con le turboventole Rolls-Royce Spey capaci di una spinta pari a circa 54 kN.
Di particolare rilevanza la modifica alla fusoliera mediante l'applicazione di una chiglia esterna che non è stata pressurizzata.
L'armamento era costituito da bombe di profondità (fino al 1992 erano in dotazione anche con testata nucleare), siluri (Mk 46 o Stingray) e mine navali. I missili aria-superficie in dotazione potevano essere Aerospatiale SS.12/AS.12, Martel, AGM-65 Maverick e AGM-84 Harpoon. Tra i carichi a disposizione vi erano, ovviamente, anche le boe sonar per la ricerca dei sottomarini.
Nella versione MR.2, alloggiati in piloni alari, erano in dotazione missili aria-aria AIM-9 Sidewinder, in funzione difensiva.
Per ciò che concerne i sistemi di rilevazione, nella versione iniziale MR.1 sono stati rispettivamente installati: sul muso (nella parte aggiunta della fusoliera) il radar di sorveglianza (un EMI ASV-21D), sulla parte superiore della deriva il sistema ESM (di produzione della francese Thomson-CSF) ed in una trave posta all'estremità della coda il sistema MAD, un magnetometro prodotto dalla statunitense Emerson Electric.
L'equipaggio è in genere costituito da dodici persone, due piloti, due navigatori, un flight engineer, un addetto all'avionica e sei operatori ai sistemi di missione.
È possibile però avere a bordo un maggior numero di operatori di missione oppure osservatori o passeggeri fino ad altre tredici persone.

## Versioni
- MR.1: prima versione.

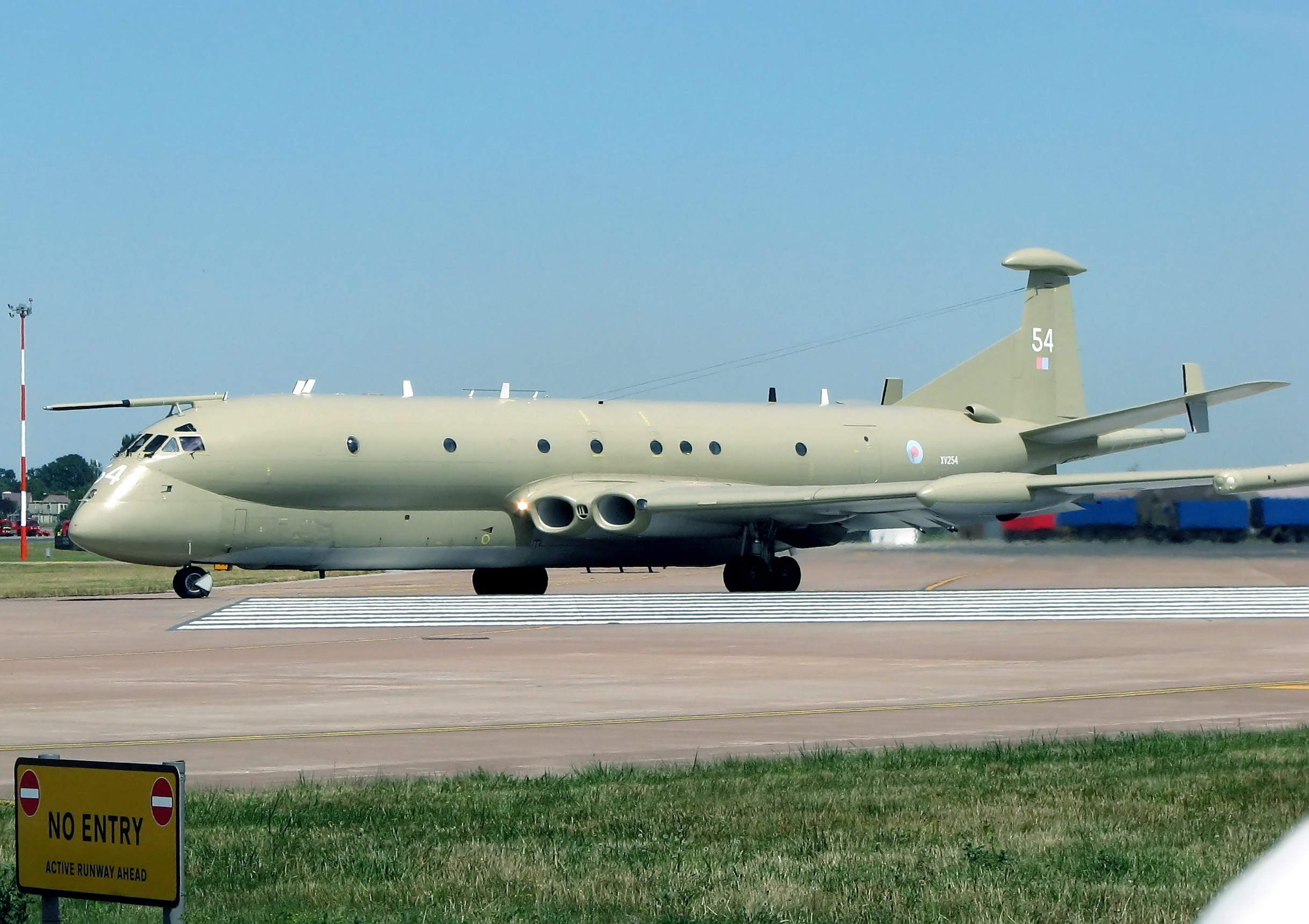
Un Nimrod MR.2

- R.1: versione per lo spionaggio elettronico. Tre aerei convertiti a partire dal 1971 più un altro nel 1995 per sostituirne uno perso[4].
- MR.2: seconda versione del pattugliatore in servizio dal 1975. È dotato di radar Thales Searchwater, sistemi acustici AQS-901 e sistema ESM Yellowgate. Nel 2003 sono stati dotati del sistema elettro-ottico Wescam MX-15 che comprende due telecamere di cui una all'infrarosso ed un Telemetro laser. Alcuni aerei impiegati in Iraq e Afghanistan sono stati dotati di un sistema DASS (Defensive Aids Sub System) e di pod BOZ contenenti lanciatori di Chaff e flare come autodifesa passiva contro eventuali attacchi con missili contraerei[4].
- AEW.3: aereo con compiti di sorveglianza aerea (AWACS).
- MRA.4: si tratta di MR2 che sono stati aggiornati a nuovi standard, per impieghi in ruoli di ricognizione marittima ed attacco[5]. La modifica più rilevante consiste nella possibilità di attacco al suolo con un armamento costituito da sedici bombe JDAM da 227 kg nelle stive più quattro missili Storm Shadow ai piloni alari. Questa versione ha nuovi motori Rolls-Royce BR710 da 7 000 kg di spinta che permetteranno di aumentare il peso massimo al decollo fino a 105 370 kg ed un'autonomia di più di undicimila chilometri. Inoltre la strumentazione della Cabina di pilotaggio è completamente rinnovata ed è del tipo a schermi multifunzione (glass cockpit) derivata da quella dell'aereo di linea Airbus A340. L'avionica include un radar Thales Searchwater 2000MR, sistema ESM Elta EL/L-8300, MAD ASQ-504(V), sistema elettro-ottico EOSDS prodotto dalla Northrop Grumman e sistemi di trasmissione dati Link 11 e Link16. L'equipaggio sarà ridotto a dieci persone eliminando il flight engineer e l'addetto all'avionica[4].

## Paesi utilizzatori
Regno Unito
- Royal Air Force